# Liste der Baudenkmale in Blankenhof
In der Liste der Baudenkmale in Blankenhof sind alle denkmalgeschützten Bauten der Gemeinde Blankenhof (Mecklenburg-Vorpommern) und ihrer Ortsteile aufgelistet. Grundlage ist die Veröffentlichung der Denkmalliste des Landkreises Mecklenburgische Seenplatte (Auszug) vom 20. Januar 2017.

## Baudenkmale nach Ortsteilen

### Chemnitz
| ID  | Lage                         | Bezeichnung                 | Beschreibung | Bild                 |
| --- | ---------------------------- | --------------------------- | --- | -------------------- |
| 161 | B 104                        | Meilenstein (Meilenobelisk) | |                      |
| 164 | Parkstraße (Karte)           | Kirche mit                  | Gotische Feldsteinkirche von 1305 (Weihe), Fenster teilweise im 18. Jh. neugotisch verändert; westl. hölzerner Turmaufsatz vom 18. Jh. mit 6-eckigem Spitzhelm; Innen: Blattornament bemalte Flachdecke, Altar und Kanzel von ?, Carl-Noebe-Orgel von 1845.                                                                             | Weitere Bilder       |
| 164 |                              | Einfriedung und             | |                      |
| 164 |                              | schmiedeeisernem Grabkreuz  | |                      |
| 163 | Parkstraße 20                | ehem. Schule (Kindergarten) | |                      |
| 162 | Schlossstraße 28 (Karte)     | Gutshaus mit                | 2/3-gesch. Putzbau im Kern vom Anfang des 18. Jahrhunderts; Gartensaal Mitte des 19. Jh.; Umbauten und drei Ecktürme mit geschwungenen Hauben von um 1900; Besitzer von 1702 bis 1945 Familie von Klinggräff; nach 1945 Wohnhaus, Gemeindebüro, Konsumladen und Gaststätte; 1997 verkauft und Leerstand; neugotisches Torhaus erhalten. | Weitere Bilder       |
| 162 |                              | Park,                       | |                      |
| 162 | Schlossstraße 16, 18, 20, 22 | Wirtschaftsgebäude,         | |                      |
| 162 | Schlossstraße 28             | neogotischem Torhaus        | | neogotischem Torhaus |

### Gevezin
| ID  | Lage                  | Bezeichnung                                         | Beschreibung | Bild           |
| --- | --------------------- | --------------------------------------------------- | --- | -------------- |
| 363 | Hofstraße 4/6 (Karte) | Inspektorenhaus (Wohnhaus)                          | |                |
| 364 | Hofstraße 9 (Karte)   | Gutshaus mit                                        | 1-gesch., 13-achsiger Putzbau von 1912 im Jugendstil mit 2-gesch. Mittelrisalit, Sockelgeschoss und Mansarddach nach Plänen von Giesecke für Adolf Baron von Buengner in größerem Park; nach 1945 Wohnhaus, nach 1990 saniert als Wohnhaus und zeitweise bis 2012 Indianermuseum Gevezin. | Weitere Bilder |
| 364 | Hofstraße 9           | Park                                                | | Park           |
| 366 | Klingelbaumstraße 7   | Wohnhaus mit                                        | |                |
| 366 | Klingelbaumstraße 7   | Stallgebäude                                        | |                |
| 365 | Klingelbaumstraße 9   | Wohnhaus mit                                        | |                |
| 367 | (Karte)               | Kirche mit                                          | Spätgotische Feldsteinkirche auf älteren Resten; Westturm mit stattlichem Fachwerk-Dachreiter von 1786; flache, bemalte Balkendecke, Kanzelaltar vom 18. Jh. | Weitere Bilder |
| 367 |                       | Feldsteinmauer mit Backsteinpfeilern und Lattenzaun | |                |

## Gestrichene Baudenkmale
| ID  | Lage                           | Bezeichnung  | Beschreibung | Bild |
| --- | ------------------------------ | ------------ | ------------ | ---- |
| 365 | Blankenhof Klingelbaumstraße 9 | Stallgebäude |              |      |

## Quelle
- Karte der Baudenkmale im Geoportal des Landkreises